# Chiesa di Santa Maria della Salute (Napoli)

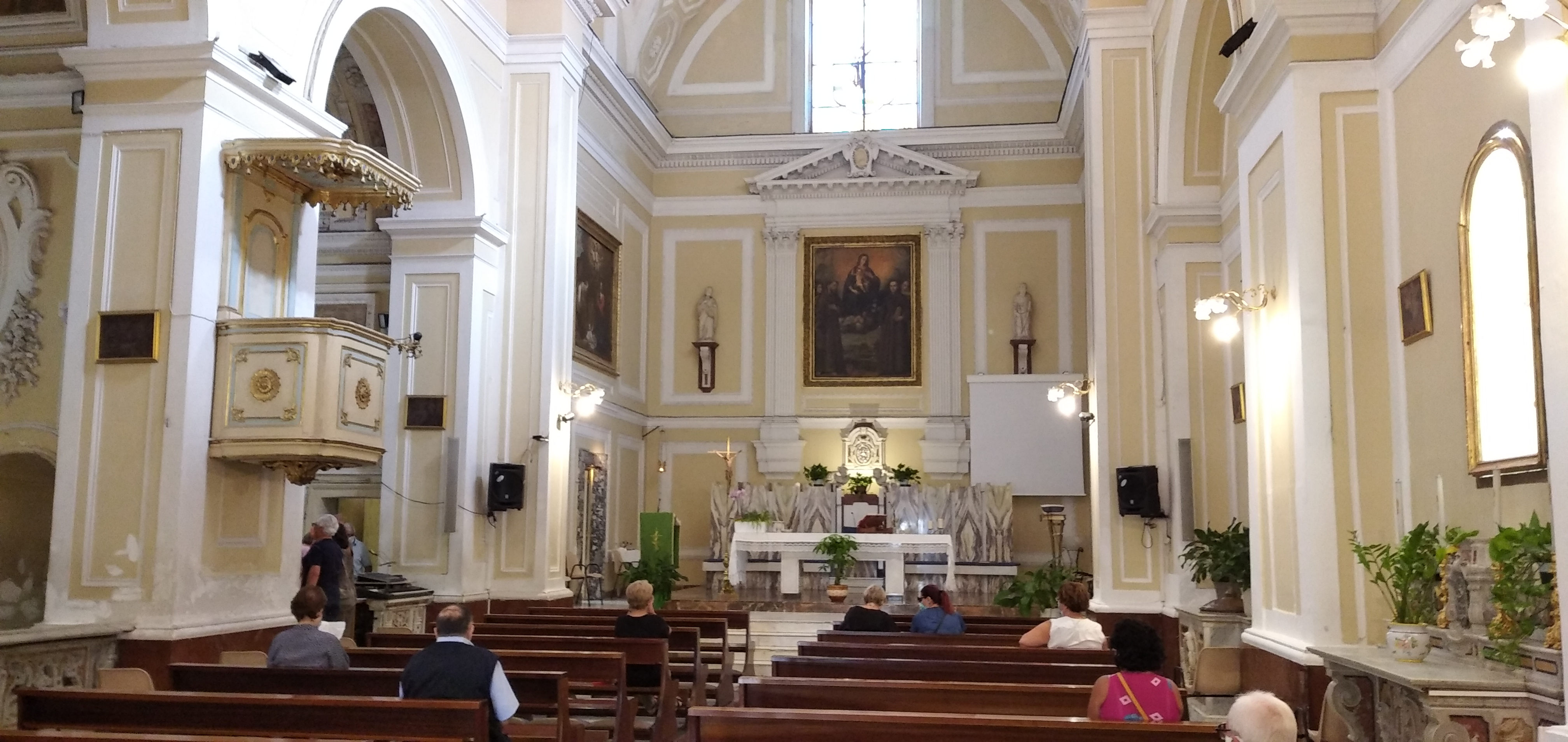
L'interno

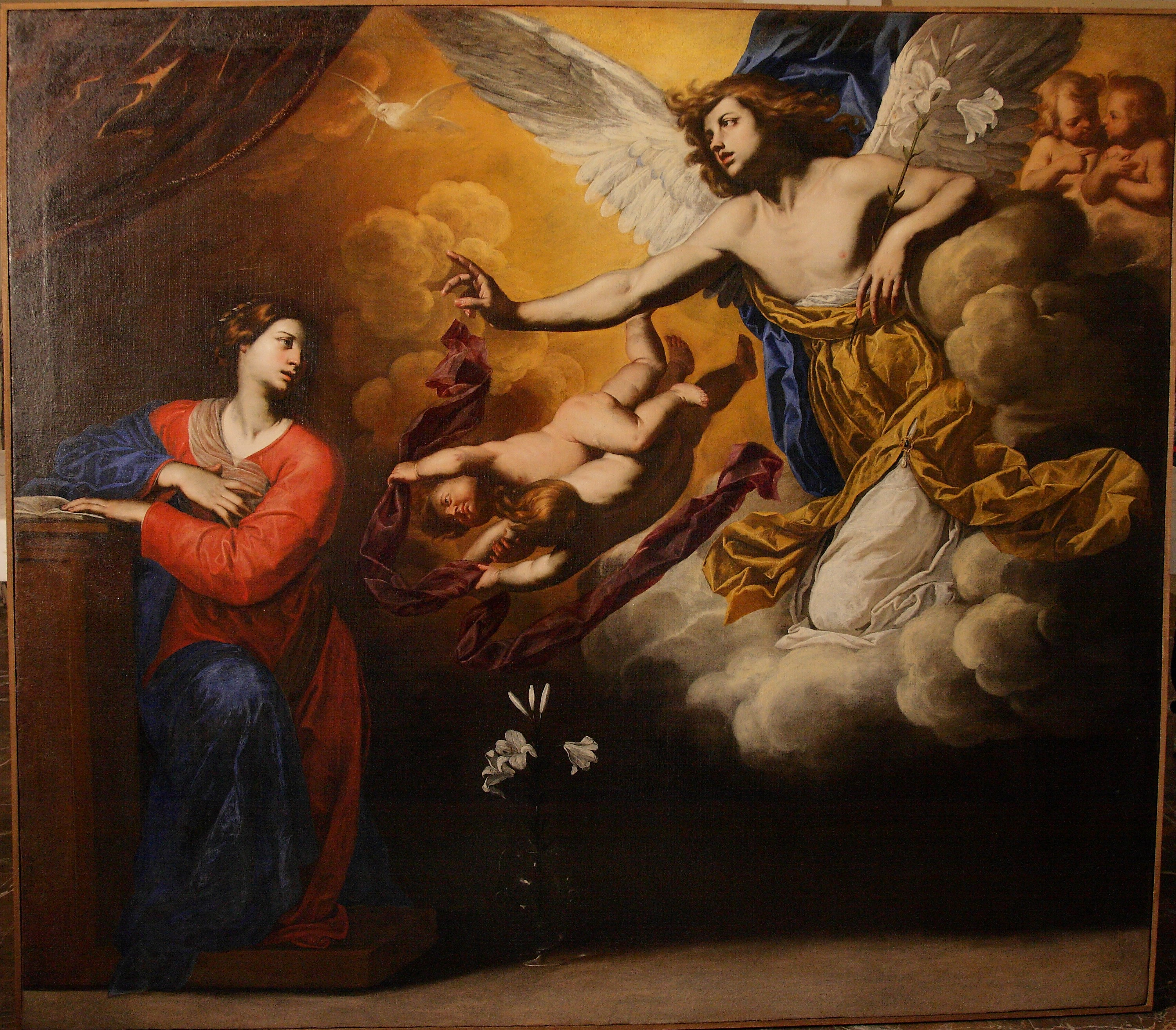
Onofrio Palumbo, Annunciazione, 1641, olio su tela, cm 200x245, Napoli, chiesa di Santa Maria della Salute

La chiesa di Santa Maria della Salute è un luogo di culto di Napoli, sito nella zona dell'Arenella.

## Storia
La chiesa fu edificata per essere impiegata come cappella di un convento di monaci (si pensa di Frati cappuccini), complesso abbandonato intorno al 1534 per cause riconducibili al crollo di un solaio.
Successivamente, tra il 1565 e il 1586, il convento venne ripristinato e messo a nuovo per mano dei Complateari della Concezione dei Cappuccini. Inizialmente affidato a delle monache, nel 1608 il convento passò di mano ai Frati agostiniani e, poi, tra il 1611 e il 1621, ai Frati francescani, grazie a un manoscritto.
In seguito, passò ai padri della chiesa di San Giovanni a Carbonara, ma anche quest'ordine religioso durò poco tempo.
Il 25 gennaio 1621 i fratelli Ruperto e Marco Pepe, Benigno e Ruperto Ruperti, assieme ad alcuni Complateari presentarono all'arcivescovo di Napoli una supplica affinché il complesso fosse affidato ai Francescani Minori Riformati della Croce di Palazzo; questi, durante gli anni successivi, modificarono ed ampliarono la struttura, da cui furono espulsi il 17 aprile 1865.
Il convento divenne un complesso abitativo, dapprima comprato dal commendatore Raffaele Raya e in seguito donato all'Ospedale dei Pellegrini a Napoli. Oggi questo complesso è stato racchiuso in una villa che prende nome dal commendatore, ovvero Villa Raya.
Dal 1865 ad oggi la chiesa è impiegata principalmente per funzioni religiose.

## Descrizione
La chiesa, formata da una sola navata, ha subito vari rimaneggiamenti che le hanno sottratto parte della bellezza originaria. Essa era arricchita da varie statue raffiguranti i santi Francesco, Nicola, Girolamo, Agata e Lucia, gli evangelisti, l'eterno Padre e vari puttini.
Sull'altare maggiore erano posizionate le statue della Vergine della Salute e dei santi Pietro e Paolo. Dietro all'altare era locata tra le varie sepolture una pregevole tomba dei Navarretto marchesi della Terza. Nell'abside era presente anche una tela raffigurante la Vergine con San Francesco, Sant'Antonio e due sante, forse della scuola di Massimo Stanzione. Ulteriori affreschi erano conservati nelle cappelle.
Sono ancora da ammirare le due cappelle di sinistra con affreschi e stucchi seicenteschi, ciò che resta delle opere di  Tommaso Malvito, il monumento funebre del marchese Navarrete nella prima cappella a destra e i tre dipinti dietro all'altare maggiore, il centrale con la "Vergine della Salute e santi", attribuito a Girolamo Imparato, e i laterali con l' "Annunciazione" e la "Natività", importanti opere di Onofrio Palumbo.
Nel marzo 2010 sono cominciati i lavori di restauro per consolidare le murature, dopo che alcune crepe si erano aperte sul soffitto.